# Bellidilia undecimspinosa
Bellidilia undecimspinosa is een krabbensoort uit de familie van de Leucosiidae. De wetenschappelijke naam van de soort is voor het eerst geldig gepubliceerd in 1856 door Kinahan.